# 恋するハニカミ!
『恋するハニカミ!』（こいするハニカミ）は、2003年10月3日から2009年3月27日まで、TBSで毎週金曜23:00 - 23:30に放送されていたバラエティ番組。スポンサーは花王の一社提供。

## 概要
男女1人ずつの芸能人が、相手を知らされないまま待ち合わせしデートをする。男性2人・女性1人の場合や、男女2人ずつ（ダブルデート）の場合もある。
スタジオにはデート出演者は出演せず、デート出演者のそれぞれの友人がゲストとして出演し、司会者とVTRを見ながらトークする。
2007年2月以降、これまで放送されていた芸能人同士のデート企画は原則として放送されなくなり、ゲストに理想のデートプランを聞くコーナーや理想の恋愛シチュエーションを再現するコーナー、司会の久本雅美と中島知子が芸能人と一緒に外にお出かけするロケ企画「ハニカミオフモード」などがメインとなる。
2008年2月8日と15日は、バレンタインスペシャルとして芸能人同士のデート企画が復活した。その後、散発的に芸能人同士のデート企画が放送されている。
提供クレジットは1995年秋開始の『ウンナンの桜吹雪は知っている』時代から一般的な白色のクレジットだったが、2008年5月から若竹色のカラーテロップに切り替わった。
番組終了後、若い女性を中心に「芸能人同士のデートをまた見たい」という声が殺到したため、2010年2月に携帯動画サイト「BeeTV」で「バレンタインスペシャル」として限定復活した。1週間ごとに1組のカップルが月曜日 - 金曜日に1話ずつアップされ、ハニカミプランもパワーアップされている。

## 出演者
- 久本雅美
- 中島知子（オセロ）

アシスタント：
1. 滝沢沙織、さくら（2003年10月3日 - 2004年3月26日）
2. 蛯原友里、長谷部瞳（2004年4月2日 - 2004年12月17日）
3. みさきゆう、芦名星（2005年1月7日 - 12月23日）
4. 小松彩夏、平田薫（2006年1月6日 - 2007年1月2日）

2007年1月以降は、アシスタントは置いていない。

## デートしたカップル

### 2003年
- 10月3日：高橋克典&中島知子
- 10月10日：永井大&酒井若菜
- 10月17日：筧利夫&真中瞳
- 10月24日：斉藤祥太&優香
- 10月31日：佐藤隆太&佐藤藍子
- 11月7日・11月14日：宮迫博之&稲森いずみ
- 11月21日：岡田義徳&鈴木蘭々
- 11月28日・12月5日：的場浩司&はしのえみ
- 12月12日：賀集利樹&松本莉緒
- 12月19日：金子貴俊&伊藤裕子
- 12月26日：伊原剛志&国分佐智子

### 2004年
- 1月9日：小橋賢児&吹石一恵
- 1月16日：蛍原徹&石川亜沙美
- 1月23日：中村七之助&乙葉
- 1月30日：石垣佑磨&ベッキー
- 2月6日：速水もこみち&矢沢心
- 2月13日：斉藤慶太&市川由衣
- 2月20日：西野亮廣&宮地真緒
- 2月27日：須藤元気&井上和香
- 3月5日：要潤&三浦理恵子
- 3月12日：武蔵&華原朋美
- 3月19日：山本太郎&牧瀬里穂
- 3月26日：ウド鈴木&須藤理彩
- 4月2日：山崎裕太+内田朝陽&佐藤江梨子
- 4月9日：ウエンツ瑛士&若槻千夏
- 4月16日：小池徹平&若槻千夏
- 4月23日：庄司智春&小野真弓
- 4月30日：金子昇&眞鍋かをり
- 5月7日：合田雅吏&MEGUMI
- 5月14日：濱口優&佐田真由美
- 5月21日：岡田圭右&佐田真由美
- 5月28日：須賀貴匡&榎本加奈子
- 6月4日：杉浦太陽&安倍麻美
- 6月9日：有田哲平&深田恭子
- 6月9日：吉沢悠&吉川ひなの
- 6月11日：鳥羽潤&辺見えみり
- 6月18日：松田悟志&田丸麻紀
- 6月25日：ビビる大木&田丸麻紀
- 7月2日：松尾敏伸&さとう珠緒
- 7月9日：塩谷瞬&山口もえ
- 7月16日：岡田浩暉&雛形あきこ
- 7月23日：陣内智則&仲根かすみ
- 7月30日：梶原雄太&原史奈
- 8月6日、8月13日：藤原竜也&中越典子
- 8月20日：堺雅人&大河内奈々子
- 8月27日：堤下敦&熊田曜子
- 9月3日：山田純大&持田真樹
- 9月10日：松尾政寿&岡本綾
- 9月17日：馬場裕之&川合千春
- 9月24日：北村栄基&水野裕子
- 10月15日：中村勘太郎&新山千春
- 10月22日：長谷川朝晴&遠藤久美子
- 10月29日：品川祐&みさきゆう
- 11月5日：木村了&渋谷飛鳥
- 11月12日・11月19日：山下徹大&菊川怜
- 11月26日：藤重政孝&宝生舞
- 12月3日：森本亮治&安田美沙子
- 12月10日：原口あきまさ&浅見れいな
- 12月17日：朝日健太郎&純名りさ

### 2005年
- 1月7日：田中幸太朗&森下千里
- 1月14日：中尾明慶&玉置成実
- 1月21日：沢村一樹&田波涼子
- 1月28日：保阪尚希&小沢真珠
- 2月4日：劇団ひとり&北川弘美
- 2月11日：ヒロシ&藤井悠
- 2月18日：吉原宏太&大沢あかね
- 2月25日：伊藤高史&岩崎ひろみ
- 3月4日：姜暢雄&インリン・オブ・ジョイトイ
- 3月11日：なかやまきんに君&いとうあいこ
- 3月18日、3月25日：西野&椎名英姫
- 4月1日：忍成修吾&貫地谷しほり
- 4月15日：黄川田将也&吉井怜
- 4月22日・4月29日：塩谷瞬&和希沙也、北条隆博&岩佐真悠子
- 5月6日：中邑真輔&夏川純
- 5月13日：ワッキー&桜井裕美
- 5月20日：安居剣一郎&上原美佐
- 5月27日：松尾敏伸&小田茜
- 6月3日：浅利陽介&星井七瀬
- 6月10日：羽賀研二&大桑マイミ
- 6月17日：前川泰之&小池栄子
- 6月24日：山﨑賢太&安達祐実
- 7月1日：東儀秀樹&有森也実
- 7月8日：山里亮太&佐藤仁美
- 7月15日：石垣&ベッキー、品川&中島（in東京ドームシティ）
- 7月22日：久本&的場（in東京ドームシティ）
- 7月29日・8月5日：北村一輝&ユンソナ
- 8月26日：深水元基&三津谷葉子
- 9月2日・9月9日：要潤&内山理名
- 9月16日：松本康太&有坂来瞳
- 10月7日：賀集利樹&スジン
- 10月14日・10月21日：速水もこみち&浅見れいな
- 10月28日：マギー審司&黒坂真美
- 11月4日：平山広行&森口博子
- 11月11日・11月18日：海東健&酒井彩名
- 11月25日：眞木大輔&英玲奈
- 12月2日：長州小力&金子絵里
- 12月9日：石黒英雄&福田沙紀
- 12月16日・12月23日：小泉孝太郎&田畑智子

### 2006年
- 1月6日：小出恵介&新垣結衣
- 1月13日：西岡剛&さくら
- 1月20日：天野浩成&ソニン
- 1月27日：冨田翔&後藤理沙
- 2月3日：河本準一&植松真美
- 2月10日：大沢樹生&小嶺麗奈
- 2月17日・2月24日：田中圭&大塚ちひろ
- 3月3日・3月10日：永井大&落合砂央里
- 3月17日：西興一朗&安良城紅
- 3月31日・4月7日：阿部力&木内晶子
- 4月14日：勝地涼&山崎静代
- 4月21日・4月28日：エディソン・チャン&鈴木杏
- 5月12日：津田寛治&橘実里
- 5月26日：山本太郎&田中美保
- 6月2日：半田健人&宮本真希
- 6月23日：金子貴俊&サエコ
- 6月30日：池田努&西川史子
- 7月21日・7月28日：細川茂樹&平山あや
- 8月4日：MARKO&加藤夏希
- 8月18日：西島隆弘&金子さやか
- 8月25日：小沢一敬&熊澤枝里子
- 9月1日:柏原収史&村上知子
- 9月8日：井澤健&ほしのあき
- 9月29日:木下博勝&ジャガー横田
- 10月6日:博多華丸&上原美佐
- 10月20日・10月27日：袴田吉彦&酒井若菜
- 12月1日・12月8日：平山広行&箕輪はるか、川岡大次郎&近藤春菜
- 12月15日・12月22日：中尾明慶&市川由衣

### 2007年
- 1月2日（特番）：亀田大毅&手嶋ゆか
- 1月12日：山本耕史&瀬戸朝香
- 1月19日：黄川田将也&和希沙也

### 2008年
- 2月8日：斉藤祥太&ギャル曽根
- 2月15日：小島よしお&真山景子
- 4月11日：上地雄輔&能世あんな
- 5月9日・5月16日：有田哲平&黒谷友香

### 2010年
携帯サイト「BeeTV」での限定企画
- 2月第1週:山田親太朗&今井りか
- 2月第2週:斉藤慶太&黒川智花
- 2月第3週:與真司郎&高部あい
- 2月第4週:北条隆博&大島麻衣
- 3月第1週:渡部豪太&小松彩夏

## 歴代テーマ曲
主題歌はおおよそ1クール（3か月）で変更されている。ただし、2005年4月 - 9月、2007年10月 - は1か月ごとに変更されている。
1. 2003/10/3 - 2003/12/26 : 浜崎あゆみ【No way to say】
2. 2004/1/9 - 2004/3/26 : hitomi【ヒカリ】
3. 2004/4/2 - 2004/6/25 : ZARD【かけがえのないもの】
4. 2004/7/2 - 2004/9/24 : 稲葉浩志【Wonderland】
5. 2004/10/15 - 2004/11/26 : B'z【いつかのメリークリスマス New ver.】
6. 2004/12/3 - 2004/12/24 : B'z【いつかのメリークリスマス アンプラグド ver.】
7. 2005/1/7 - 2005/3/25 : 柴咲コウ【Glitter/色恋粉雪】
8. 2005/4/1 - 2005/4/29 : 和田昌哉【Turn The Page】
9. 2005/5/6 - 2005/5/27 : 愛名【ささくれの木】
10. 2005/6/3 - 2005/6/24 : Rayca【Do for love～あふれる思い～】
11. 2005/7/1 - 2005/7/29 : YeLLOW Generation【トリトマ】
12. 2005/8/5 - 2005/8/26 : 鈴木亜美【ねがいごと】
13. 2005/9/2 - 2005/9/30 : 星村麻衣【素直になれない】
14. 2005/10/7 - 2005/12/24 : CHEMISTRY【almost in love】
15. 2006/1/6 - 2006/3/31 : 松たか子【明かりの灯る方へ】
16. 2006/4/7 - 2006/6/30 : 福山雅治【milk tea】
17. 2006/7/7 - 2006/9/29 : GLAY【夏音】
18. 2006/10/6 - 2006/12/29 : UVERworld【君の好きなうた】
19. 2007/1/5 - 2007/3/30 : 柴咲コウ【at home】
20. 2007/4/6 - 2007/6/29 : 星村麻衣【瞬間、ストロボ。】
21. 2007/7/6 - 2007/9/28 : 中ノ森BAND【旅への扉】
22. 2007/10/7 - 2007/10/26 : 松下奈緒【Rain】
23. 2007/11/2 - 2007/11/30 : Bahashishi【約束】
24. 2007/12/7 - 2007/12/28 : moumoon【Do you remember?】
25. 2008/1/4 - 2008/1/25 : 竹仲絵里【真っ白な雪、真っ白な未来】
26. 2008/2/1 - 2008/2/29 : Kanade【恋花（koibana）】
27. 2008/3/7 - 2008/3/28 : 音速ライン【半分花】
28. 2008/4/4 - 2008/4/25 : MY LITTLE LOVER【イニシャル】
29. 2008/5/2 - 2008/5/30 : 愛内里菜【I believe you 〜愛の花〜】
30. 2008/6/6 - 2008/6/27 : Zwei【DISTANCE】
31. 2008/7/4 - 2008/7/25 : Hi-Fi CAMP【キズナ】
32. 2008/8/1 - 2008/8/29 : 谷村奈南【SEXY SENORITA】
33. 2008/9/5 - 2008/9/26 : 大塚愛【クラゲ、流れ星】
34. 2008/10/3 - 2008/10/31 : MAY'S【Daydream】
35. 2008/11/7 - 2008/11/28 : 倉木麻衣【24 Xmas time】
36. 2008/12/5 - 2008/12/26 : Metis【手をつなごう】
37. 2009/1/09 - 2009/1/30 : 光岡昌美【FREE BIRD】
38. 2009/2/6 - 2009/2/27 : Acid Black Cherry【眠り姫】
39. 2009/3/6 - 2009/3/27 : D【Snow White】

この他、柴咲コウやB'zの松本孝弘らの楽曲が挿入歌として使用された。

## スタッフ
- 構成 : 高須光聖、福原フトシ、中野俊成、堀江利幸、川上とも子、望月佐一郎、武田郁之輔
- テクニカルディレクター : 寺尾昭彦
- カメラ : 秋本新一
- ビデオエンジニア : 對間敏文
- 音声 : 中村昌昭
- 照明 : 山下明弘
- ロケ技術 : 永澤剛
- VTR編集 : 村上健太郎
- 音効 : 江本成治
- MA : 小田嶋洋
- 美術プロデューサー : 太田卓志（以前はセットデザイン）、池田全
- 美術制作 : 宗次宏光
- 装置 : 森田正樹、松村美保
- 装飾 : 篠原直樹
- 電飾 : 伊吹英之
- 持道具 : 負中照美
- 衣裳 : 渥美智恵
- キャラクターデザイン : マツザワサトシ
- タイムキーパー : 菅生浩子
- デスク : 大澤麻子
- セットデザイン : 山口智広
- アシスタントプロデューサー : 福田日登美
- ディレクター : 篠塚純、木田将也、西崎修一、柳信也、富田雅也、武田竜太、宮田智久、三島圭太、米田潤、青山優子、田村恵理、青木章浩
- 総合演出 : 石橋孝之
- プロデューサー : 荒井昌也（2004年3月まで）、高橋一晃（2005年3月まで）、曽川修二（2005年4月まで）、中川通成（2005年4月から）、藤原努（2005年5月から）
- チーフプロデューサー : 鶴岡滋之（2004年3月まで）→荒井昌也（2008年3月まで）→利根川展（2008年3月から7月まで）→安田淳（2008年8月から）
- 技術協力 : SWISH JAPAN
- 制作協力 : ホリプロ
- 制作 : TBSテレビ（旧TBSエンタテインメント）
- 製作著作 : TBS